# كنيسة أبرشية

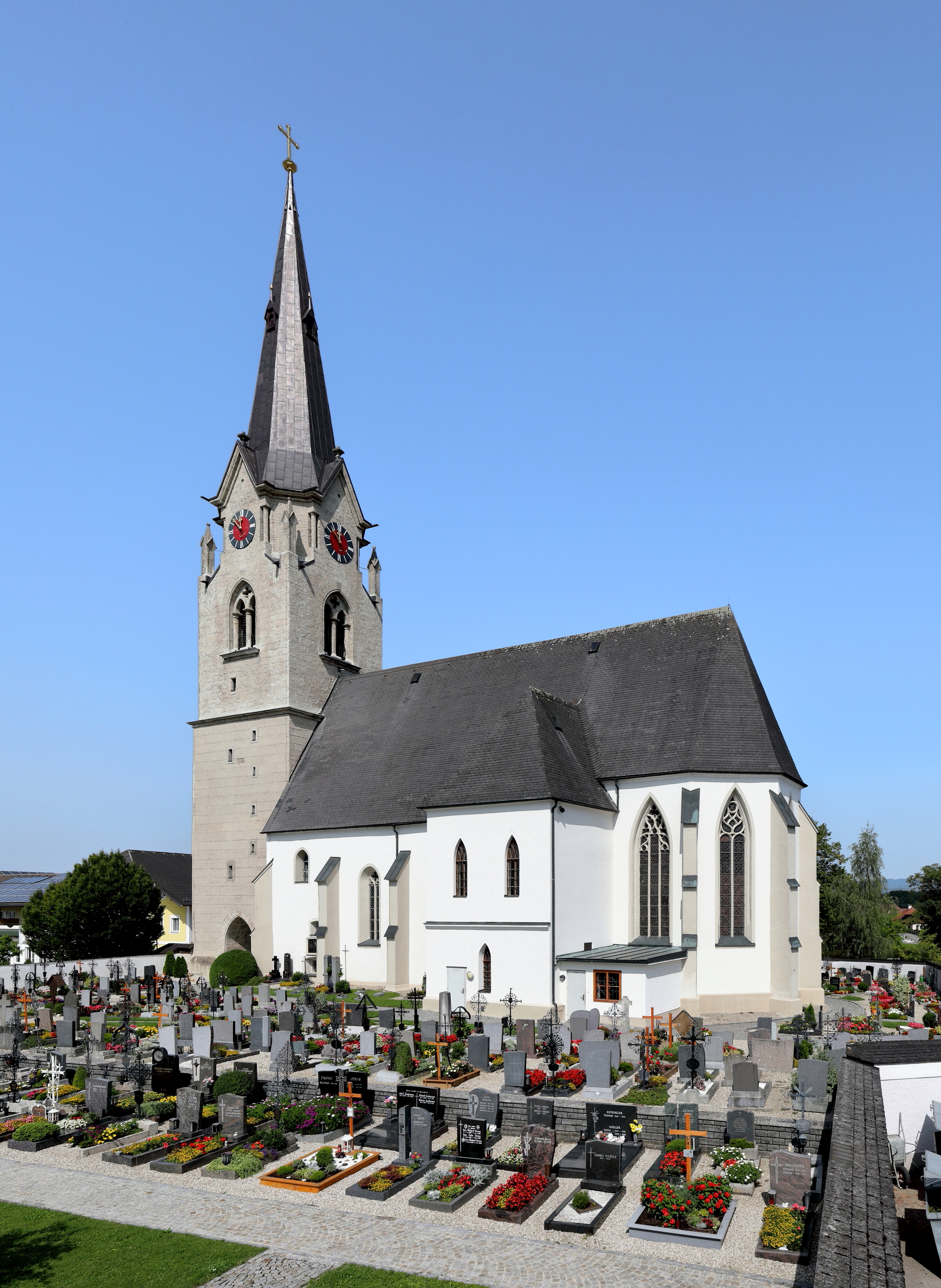
كنيسة أبرشية كثلية في غمبرن في النمسا العليا

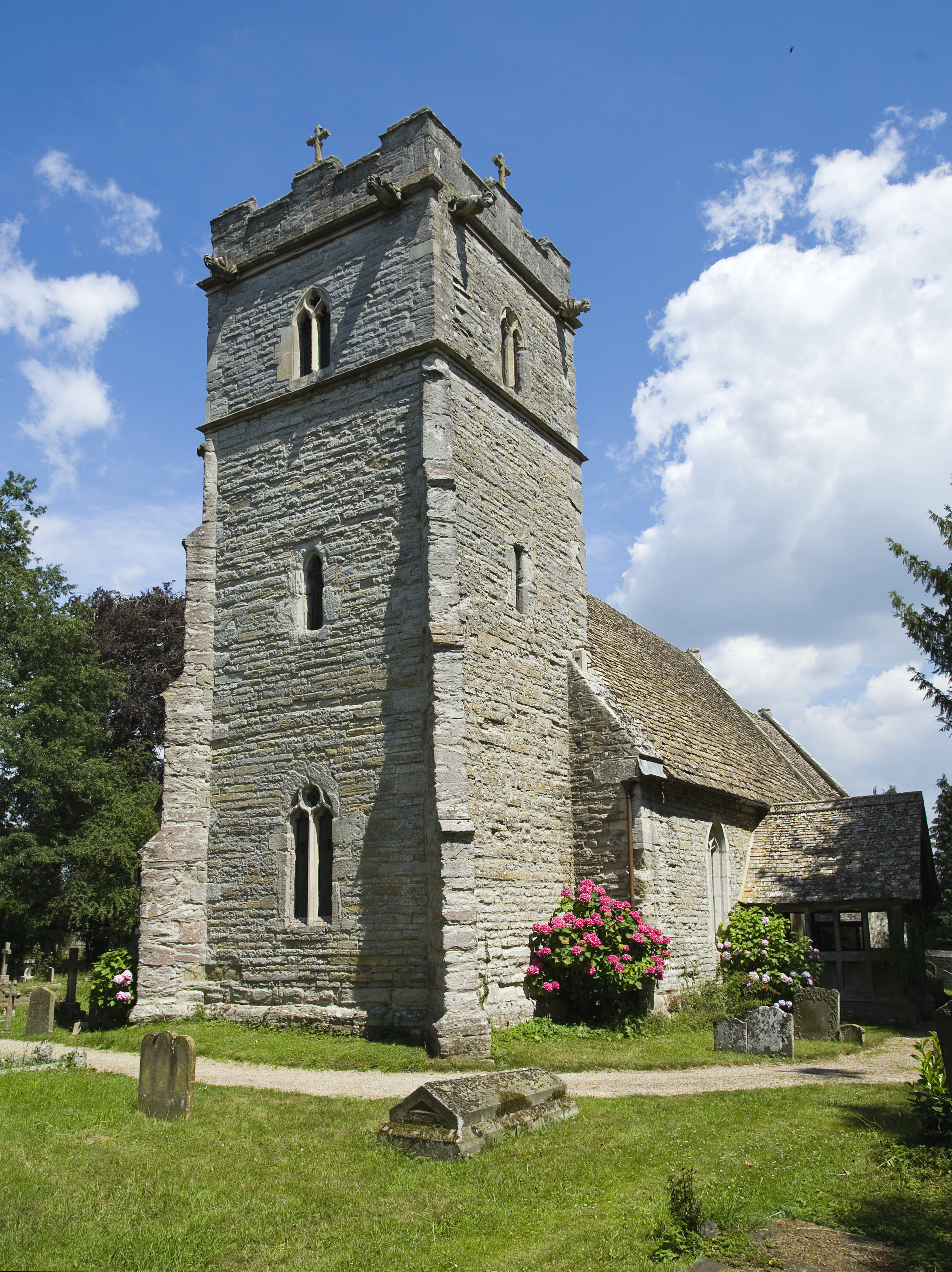
كنيسة أبرشية في غُلوسسترشَير في إنجلترا

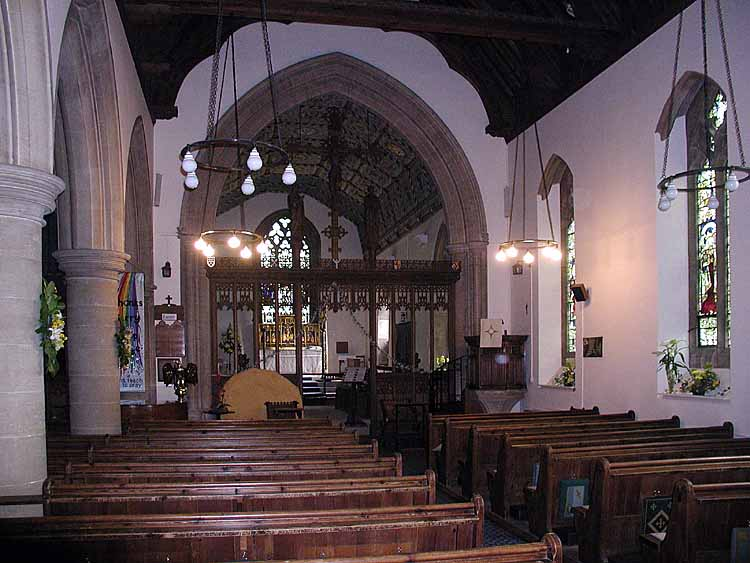
داخل كنيسة أبرشية القديس لورنس في غُلوسسترشير في إنجلترا.

كنيسة الأبرشية في المسيحية هي الكنيسة التي تعمل مركزًا دينيًا للأبرشية. في أجزاء كثيرة من العالم، وخاصة في المناطق الريفية قد تلعب كنيسة الأبرشية دورًا مهمًا في الأنشطة المجتمعية، وغالبًا ما تسمح باستخدام مبانيها في المناسبات المجتمعية غير الدينية. يعكس عمارة الكنيسة هذه المكانة، ولحجم بنائها وأسلوبه تنوع كبير.

## طالع المزيد
- كنيسة تيسير